# Crkva sv. Ivana Krstitelja u Dobranjama
Crkva sv. Ivana Krstitelja u selu Dobranjama, ul. Franje Tuđmana, općina Cista Provo, predstavlja zaštićeno kulturno dobro.

## Opis dobra
Crkva svetog Ivana Krstitelja je stara župna crkva sela Dobranje, sagrađena je 1740. godine na mjesnom groblju. Jednobrodna je građevina, pravokutnog tlocrta s pravokutnom apsidom, orijentiran istok-zapad. Građena je od grubo obrađenih, pravilnih kamenih kvadara, s vidljivim znakovima nadogradnje. Na pročelju je jednostavan ulaz u kamenim pragovima, iznad kojeg je rozeta. Iznad pročelja je zvonik „na preslicu“ s tri lučna otvora ukrašena biljnim ornamentima i s uklesanim datumom gradnje: „Na 2 Maya 1782“. Zapadno od ulaza je kameni oltar na otvorenom. Predstavlja lijep primjer pučke arhitekture 18. stoljeća.

## Zaštita
Pod oznakom Z-4628 zavedena je pod vrstom "nepokretna kulturna baština - pojedinačna", pravna statusa zaštićena kulturnog dobra, klasificirano kao "sakralne građevine".